# Costus spectabilis
Costus spectabilis là một loài thực vật có hoa trong họ Costaceae. Loài này được (Fenzl) K.Schum. mô tả khoa học đầu tiên năm 1892.

## Hình ảnh